# Siaka Tiéné
Siaka Chico Tiéné (* 22. února 1982, Abidžan) je fotbalový obránce z Pobřeží slonoviny, v současnosti hráč klubu Montpellier HSC. Nastupuje i za fotbalovou reprezentaci Pobřeží slonoviny.
Mimo Pobřeží slonoviny hrál v Jihoafrické republice a ve Francii.

## Reprezentační kariéra
V A-mužstvu Pobřeží slonoviny debutoval v roce 2000.
Zúčastnil se Mistrovství světa 2010 v Jihoafrické republice.
Zúčastnil se několika Afrických pohárů národů, mj. i Afrického poháru národů 2015 v Rovníkové Guineji, kde se s týmem probojoval do finále proti Ghaně a získal zlatou medaili.